# Biała propaganda
Biała propaganda jest to rodzaj propagandy, który podaje prawdziwe źródło pochodzenia informacji. Przykładem takich działań może być wystąpienie prominentnych członków rządu w telewizji, exposé premiera czy plakat nawołujący do walki w obronie ojczyzny.